# 京目
京目（きょうめ）とは、中世から江戸時代初期にかけて京都を中心として用いられた金の秤量単位。

## 概要
京都においては鎌倉時代頃より金1両＝4匁5分、銀1両＝4匁3分とする慣例が行われるようになっていたが、南北朝期には金についての慣例を「京目」と呼び、地方で行われている金1両＝4匁、4匁2分、5匁などの慣例を「田舎目」と呼ぶようになった。これらの内、金1両＝5匁と田舎目が京目より重い理由として江戸時代の草間直方『三貨図彙』には、「京都への運賃説」を唱えているが、実際のところは不明である。室町幕府は京目を公定の秤量としていたが、日本全国に同一の度量衡を徹底させるだけの政治力はなかった。
文明16年（1484年）に周防大内氏で出された大内氏掟書には、当時の同氏の領国では1両＝5匁の田舎目が通行していることを非難して、京目による取引に従わない者を処罰することが謳われている。安土桃山時代から江戸時代初期にかけて京目に変動が生じ、金1両＝4匁4分、銀1両＝4匁3分が行われるようになり、金・銀の間で変動が生じた。また、京都と地方との経済的な関係が強化されるにつれて、京目を基準とした取引が地方でも行われるようになっていった。4匁5分から4匁4分へ変化したのは、金貨の通貨単位が四進法であることに便宜を図ったものとされる。
江戸時代の小判一両は「京目一両の金」が基準であり、慶長小判の量目は京目一両すなわち4匁4分の金に8分2厘の銀を加え、金座による鋳造手数料である分一金、一割すなわち4分4厘と吹き減り分2厘を差し引き4匁7分6厘となったとする説がある。